# Auchan
Auchan (pronunție în franceză [oʃã]) este un retailer multinational francez, cu sediul central la Lille, Franța. Compania este controlată de familia Mulliez ce deține și Leroy Merlin, Decathlon, Norauto, Kiabi, Pimkie, și este prezentă în Franța, Italia, Spania, Portugalia, Luxemburg, Polonia, România, Ungaria, Rusia, China și Taiwan.  
Este al 35-lea angajator din lume cu 354.851 de angajați dintre care 206.000 împreună dețin 5% din companie.
Denumirea Auchan provine din limba franceză, fiind un omofon pentru Hauts-Champs, un cartier în Roubaix, unde s-a deschis primul magazin. Auchan a mai operat și în Mexic 1996-2003,SUA 1988-2003,Argentina 1997-2007,Italia 1989-2019,Thailanda 1992-2006

## Auchan în România
Auchan a intrat în România printr-un parteneriat cu investitori străini și români, care au adus și condus rețeaua Cora. Astfel în 2005 a fost înființată firma MGV Distri-Hiper în care investitorii dețineau 71% și Auchan 29%. În noiembrie și decembrie 2008, Auchan a cumpărat restul acțiunilor și a devenit singurul propietar.
În România, primul hipermarket Auchan a fost inaugurat la 7 noiembrie 2006, fiind amplasat în cartierul Titan din București. Până în anul 2009, compania a realizat investiții de 400 milioane euro în România.
Compania a adoptat un alt model decât cel al Cora, cu costuri reduse prin hipermarketurile deschise inițial cu podelele nepavate, netipărirea de cataloage, publicitate limitată. De asemenea, comercializează produsele fără taxă la raft și fără aranjare preferențială după marcă, produsele fiind așezate după sortiment.

## Istoric
După întâlnirea cu fondatorii Carrefour și Leclerc , Gérard Mulliez deschide primul magazin Auchan pe 6 iulie 1961, într-o fabrică desființată a companiei Phildar, fondată de tatăl său, de asemenea numit Gerard. Cu o suprafață de 600 m2, acest magazin a fost amplasat în districtul Hauts-Champs din Roubaix. Inițial, magazinul urma să fie numit "Ochan", dar din cauza rezonanței japoneze a fost schimbat numele în "Auchan". Alegerea inițiale "A" a fost făcută ca să apară pe primul loc în directoare. Gerard Mulliez s-a bazat pe sfatul lui Édouard Leclerc pentru primul său supermarket. Acest magazin a fost abandonat în anii 1980 din cauza competiției cu cel construit în Leers. A fost cumpărat de grupul Intermarché. Clădirea a fost demolată pentru a face loc unui magazin mai modern în 2003.
În vara anului 1967, pe 20 august, Auchan inaugurează și deschide primul hipermarket din Roncq, într-o zonă comercială de 3500 m2 inițial  Potrivit lui Gérard Mulliez, locația Roncq a servit drept model pentru alte hipermarketuri din Franța în extinderea nealimentară. La 27 martie 1969 a fost inaugurat centrul comercial Englos-les-Géants de la Englos din Lille. Englos les Giants a fost primul centru comercial cu un hypermarket și un parc de retail din Franța. 
În 2012, Auchan a cumpărat activitățile hipermarketurilor Real, filială a grupului Metro, în Europa de Est pentru suma de 1,1 miliarde de euro. Este vorba de cumpărarea a 91 de hipermarketuri dintre care 20 din cele 24 în România, 54 în Polonia, 14 în Rusia și 3 în Ucraina.
În 2019 s-a retras din Italia din cauza pierderilor, prin vânzarea aproape în întregime subsidiară Auchan Retail Italia către retailerul italian Conad. De asemenea s-a retras și din Vienam. 

## Auchan în lume
| Țara       | Nume            | Primul magazin | Hipermarketuri | Supermarketuri | Magazine de proximitate | Centre sau Galerii comerciale |
| Franța     | Auchan          | 1961           | 119            | 268 / 141*     | -                       | 83                            |
| Spania     | Alcampo         | 1981           | 55             | 125 / 16*      | 111*                    | 29                            |
| Italia     | Auchan          | 1989           | 46             | 275            | 79 / 1,385*             | 46                            |
| Luxemburg  | Auchan          | 1996           | 1              | 5              |                         | 2                             |
| Portugalia | Auchan          | 1996           | 29             | 5              | -                       | 13                            |
| Polonia    | Auchan          | 1996           | 80             | 27             | 6                       | 24                            |
| România    | Auchan          | 2006           | 33             | 4              | 23                      | 23                            |
| Ungaria    | Auchan          | 1998           | 19             | 5              | -                       | 18                            |
| Rusia      | Aшан            | 2002           | 58             | 231            | 12                      | 38                            |
| Ucraina    | Aшан            | 2008           | 20             | 8              | -                       | 3                             |
| China*     | Auchan, RT-Mart | 1999           | 484            | 1              | 310                     | 45                            |
| Taiwan*    | RT-Mart         | 2001           | 18             | -              | 4                       | 22                            |

* Auchan deține 38,5% din acțiuni.

## Auchan Holding

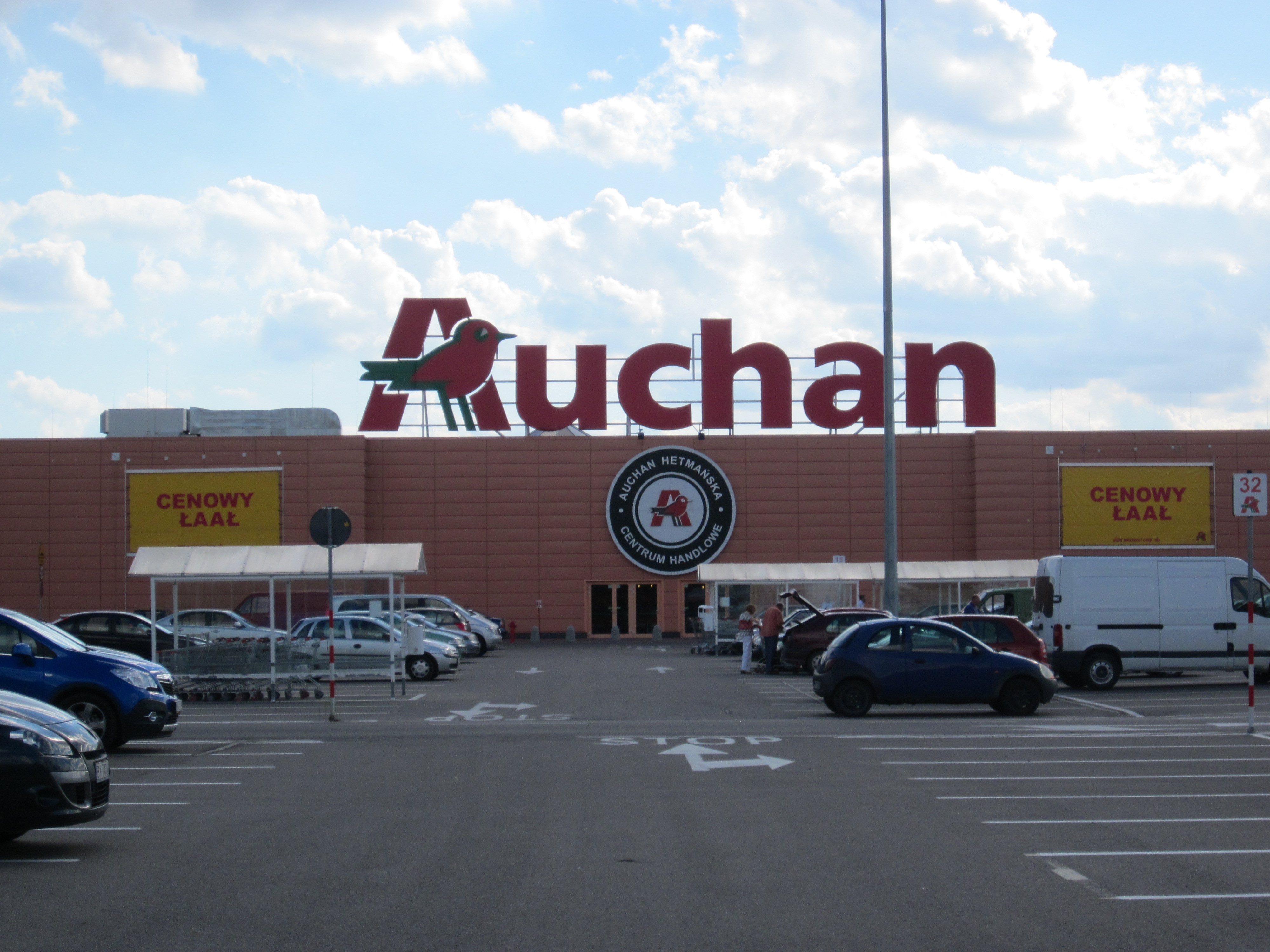
Magazin Auchan în Polonia

Auchan Holding este compania ce deține Auchan Retail Internațional, Ceetrus și Oney. Auchan Retail Internațional operează hipermarketurile și supermarketurile. 
Ceetrus (anterior Imochan) operează centre comerciale și galeriile de hipermarket. În România deține centrul comercial Coresi Shopping Resort din Brașov și o mare parte din galeriile hipermarketurilor Auchan.
Oney oferă servicii financiare precum credite personale sau carduri de credit cobranduite Auchan sau Leroy Merlin. În România serviciile sunt oferite prin Cetelem.